# 3-Way (The Golden Rule)
3-Way (The Golden Rule) – singel amerykańskiej grupy komediowej The Lonely Island z gościnnym udziałem wokalistów pop – Justina Timberlake’a i Lady Gagi. Utwór pojawił się w jednym ze skeczy programu rozrywkowego Saturday Night Live wyemitowanego 21 maja 2011. Został wydany jako singel w formacie digital download 24 maja 2011. Autorami utworu są Andy Samberg, Akiva Schaffer, Jorma Taccone oraz Justin Timberlake. „3-Way” uzyskał nominację do nagrody Emmy w kategorii Outstanding Original Music and Lyrics, jednak nagrodę otrzymał inny singel z tego samego odcinka Saturday Night Live.

## Listy przebojów
| Lista przebojów (2011)         | Pozycja |
| ------------------------------ | ------- |
| Bubbling Under Hot 100 Singles | 3       |